# استان بنی‌سویف
استان بنی‌سویف (به عربی: محافظة بنی‌سویف) از استان‌های کشور مصر است.

## شهرهای استان
| استان     | شهرستان       | جمعیت (۲۰۰۱) | مساحت (کیلومتر²) | تراکم جمعیت (نفر/کیلومتر²) |
| --------- | ------------- | ------------ | ---------------- | -------------------------- |
| بنی‌سویف   | بنی سویف      | ۱۹۱۶۰۰       | ۱۶۱۰۵            | ۱۵۴                        |
| بنی‌سویف   | مدینه ناصر    | ۷۸۸۰۰        | ۱۹۱۳۰            | ۱۹۰                        |
| بنی‌سویف   | فشن           | ۵۸۷۰۰        | ۱۵۱۵۲            | ۲۴۷                        |
| بنی‌سویف   | ببا           | ۲۵۷۳۴۸۱      | ۵۵۳۰۰            | ۱۶۸                        |
| بنی‌سویف   | اهناسیا       | ۳۵۲۰۰        | ۱۰۸۰۷            | ۴۵۱                        |
| بنی‌سویف   | واسطی         | ۳۴۵۰۰        | ۱۵۳۵۹            | ۱۶۸                        |
| بنی‌سویف   | سمسطا         | ۳۴۳۰۰        | ۱۰۸۰۷            | ۴۵۱                        |
| بنی‌سویف   | بنی سویف جدید |              |                  |                            |
| جمع استان |               | ۷۷۶٬۴۰۳      | ۴٬۴۸۲٫۸          | ۱۶۹۸۸                      |